# D.Samudravalli, Channarayapatna
D.Samudravalli là một làng thuộc tehsil Channarayapatna, huyện Hassan, bang Karnataka, Ấn Độ.